# 몬태나 준주
몬태나 준주(Montana Territory)는 1864년 5월 28일부터 1889년 11월 8일까지 존재한 미국의 자치령 즉, 준주이다.

## 개요
몬태나 준주는 기존 아이다호 준주에서 법률에 의해 편입되어, 1864년 5월 28일 에이브러햄 링컨 대통령이 서명했다. 대륙 분할 경계의 동쪽 지역은 이전에 네브래스카 준주와 다코타 준주의 일부, 루이지애나 매입에 의하여 미국이 획득했다.
이 준주는 대륙 분할의 경계의 서쪽, 비터 루트 산맥의 동쪽 아이다호 준주의 일부도 포함되어 있으며, 오리건 조약에 의해 미국이 획득했던 장소에서 원래 오리건 준주를 포함했다. 몬태나의 일부가 된 오리건 준주의 일부는 워싱턴 준주의 일부로 분할되어 있었다.
워싱턴 준주와 다코타 준주 사이의 경계는 대륙 분할 (1861년지도 참조)에 의한 경계를 삼았지만, 아이다호 준주와 몬태나 준주 사이의 경계는 북위 46도 30분 북쪽의 비터 루트 산맥을 따랐다.(1864년 지도 참조) 민간 전설에 따르면, 술에 취한 측량대가 잘못된 산 능선을 따라 비터 루트 산맥의 서쪽 경계를 잘못 옮긴 것으로 알려져 있다.
전설과는 정반대로 경계는 미국 의회가 정확하게 의도한 것이었다. 몬태나 준주 구성법 은 경계를 현재의 몬태나, 아이다호, 와이오밍의 교차된 곳으로 다음과 같이 정의하고 있다.
| “ | 북위 44도 30분, 이전 북위 44도 30분의 위선을 따라 그 로키산맥의 능선과 교차하는 지점을 따라 정서로 향한다. 거기에서 비터 루트 산맥의 교차점까지 로키산맥의 능선을 북쪽으로 향한다. 거기에서 비터 루트 산맥의 능선을 따라 북쪽으로 워싱턴주 서쪽 서경 39도와 교차로까지 향한다. 거기에서 전술한 서경 39도를 북방 영국 영토의 경계선까지 향한다. | ” |

준주의 경계는 처음 만들어진 후 변하지 않았다. 몬태나 준주는 1889년 11월 8일 몬태나 주로 승격되었다.

## 경계 변화

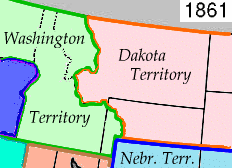
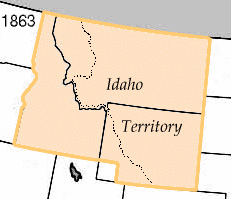
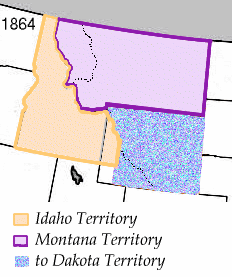
1864년에 시작된 아이다호 준주의 재조직, 신설된 몬태나 준주를 보여준다.
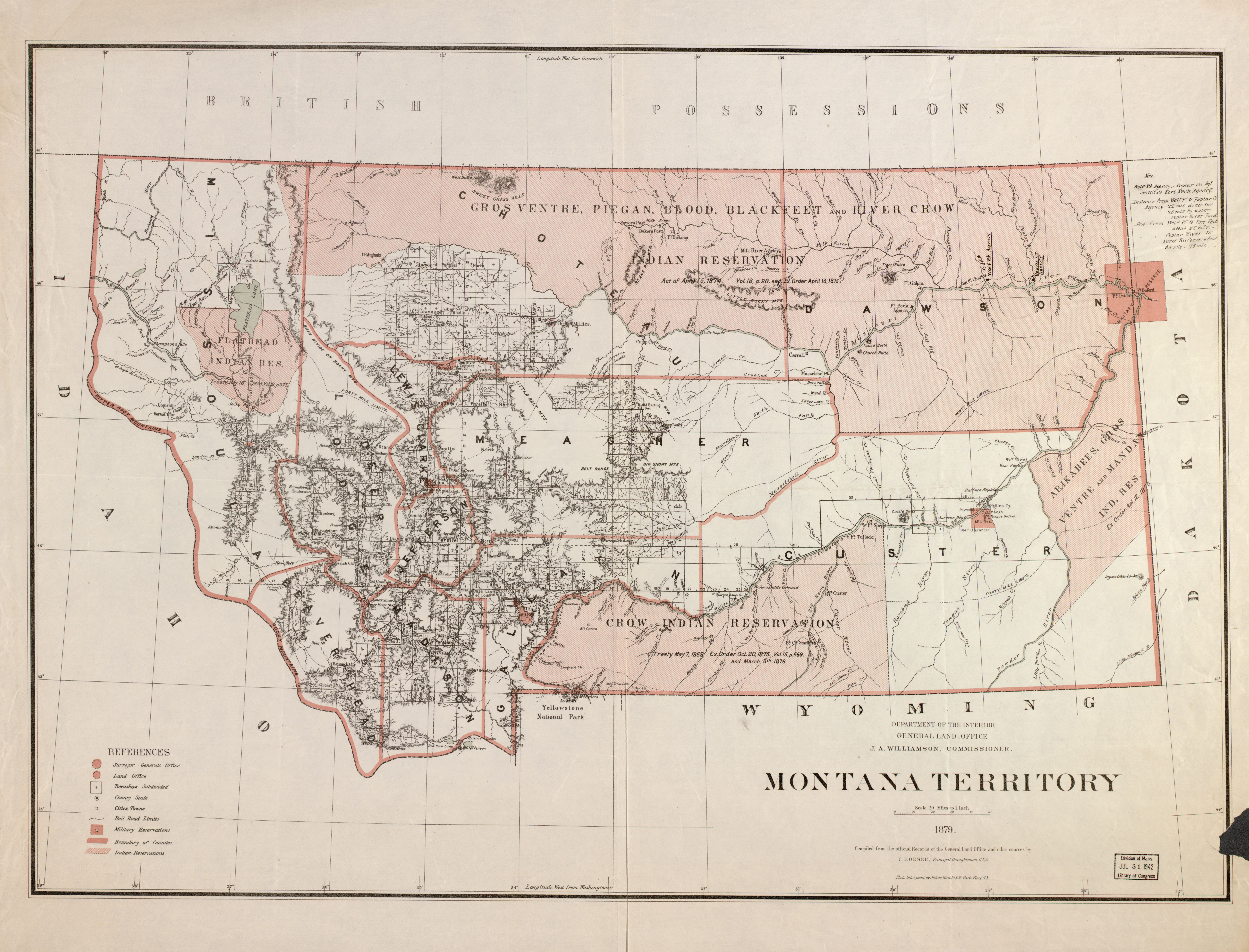